# Bobravská vrchovina
Bobravská vrchovina je geomorfologický celek náležející k Brněnské vrchovině. Východním směrem přes ní protéká říčka Bobrava a řeky Svratka a Jihlava. Je tvořena vyvřelinami brněnského plutonu. Na jejích okrajích jsou hluboká údolí, vodní toky jsou zpravidla krátké a mají velký spád. Nejvyšším bodem je Kopeček – vrchol leží v katastrálním území Brno-Bystrc, nedaleko městyse Ostrovačice a dosahuje 479 metrů nad mořem. Seznam dalších kopců obsahuje Seznam vrcholů v Bobravské vrchovině.

## Členění
Bobravská vrchovina se dělí na tři podcelky. V její jižní části se nachází Leskounská vrchovina, plochá vrchovina s nejvyšším bodem U stavení (415 m n. m.) v Krumlovském lese. Ve střední části se rozkládá Lipovská vrchovina, jejímž nejvyšším bodem je Kopeček, a na severu pak Řečkovicko-kuřimský prolom.
Bobravská vrchovina sousedí s Drahanskou vrchovinou, Dyjsko-svrateckým úvalem a Boskovickou brázdou.